# 阿洪鲁库木乡
阿洪鲁库木乡，是中华人民共和国新疆维吾尔自治区喀什地区岳普湖县下辖的一个乡镇级行政单位。

## 行政区划
阿洪鲁库木乡下辖以下地区：
阿洪鲁库木村、拜合提亚尔村、喀力尕其村和依甫吐迪库木村。